# Тохтамыш-салтан (царевич)
Тохтамых—салтан — чингизид, воевода, крымский и ногайский царевич выехавший в 1556 году из Ногайской Орды на службу к царю Ивану IV Васильевичу Грозному.
Тохтамыш-салтан аттестованный разрядными книгами, как крымский царевич, являлся потомком хана Большой орды Ахмата и являлся ближайшим родственником касимовского царя Шах-Али.

## Биография
Тохтамыш въехал в Ногайскую орду из Крымского ханства, как предполагалось, что он участвовал в заговоре против хана Девлет-Гирея, но заговор был раскрыт и ему пришлось бежать. Ногайская орда в то время была пристанищем для представителей знати и ханских родов Казанского, Сибирского, Астраханского и Крымского ханств. В. В. Вельяминов-Зернов полагал, что главной причиной приглашение в июле 1556 года по опасной грамоте Тохтамыша на русскую службу было стремление «досадить Девлет-Гирею», а просьба Шах-Али, это простой манёвр со стороны Ивана Грозного. Исмаил Бий, который стал в 1554 году правителем Ногайской орды, согласился отпустить Тохтамыша в России, но уже в 1557 году просил Ивана Грозного посадить царевича Тохтамыша в Астрахани. Русское правительство, в свою очередь, потребовало у Исмаила прислать жену Тохтамыша, дочь ногайского мирзы Кутума.
В России Тохтамыш занял положение служилого царевича, лишённого, по всей видимости, серьёзных перспектив.
Служба у царевича началась осенью 1556 года, сразу после приезда в Россию в Туле: «по путивельским вестям, что писал из Крыма Фёдор Загряжский, что царю крымскому дополна быть на государевых окраинах». Тогда же он получил царское указание «впредь …быть в Передовом полку». С тех пор, за одним исключением, зимнего похода 1558/1559 года во время Ливонской войны, где он был с воеводой Семёном Ивановичем Микулинским.
В 1556/57 годах принял участие в зимних компаниях войны в Ливонии. В декабре 1558 года участвовал в ливонском походе, где в январе 1559 года с войском пришёл под Ригу, захватив и опустошив по пути многие земли, шли на Мариенбург и близ Тирсина встретили немцев, коими командовал Фелькерзам. Сам предводитель и 400 немецких воинов пали в бою. Было пленено 30 лучших дворян и канцлер рижского архиепископа. Под Ригой опустошили многие земли, сожгли ливонский флот, захватили 11 замков, из которых забрали артиллерию и церковные колокола.
В 1559 году находился со своим полком в Серпухове.
В 1561—1562 годах вновь в походе на Ливонию. В декабре 1562 года дважды стоял в Туле со своим полком.
После 1562 года сведений о нём нет.

## Семья
Известно о двух женах царевича Тохтамыша:
1. Дочь некого Сеида, потомка пророка Мухаммеда, с которой он развёлся.
2. Дочь ногайского мирзы Кутума.

Сестра: была замужем за ногайским мирзой Асанаком (Хасанаком) Хаджи-Мухаммедом, который поддержал Исмаила в междоусобной борьбе, а впоследствии при его сыне Дин-Ахмеде стал кековатом, правителем левого (восточного) крыла Ногайской орды.

## Критика
Степень родство Тохтамыш-салтана оценивается различно. В. В. Трепалов считает его родными братьями, но ещё В. В. Вельяминов-Зернов отмечал, что у татар братьями часто называются двоюродные и троюродные братья.